# Pararge postparvorientalis
Pararge postparvorientalis är en fjärilsart som beskrevs av Ruggero Verity 1938. Pararge postparvorientalis ingår i släktet Pararge och familjen praktfjärilar. Inga underarter finns listade i Catalogue of Life.